# Pieve di Coriano
Pieve di Coriano (La Péf in dialetto basso mantovano) è un municipio del comune di Borgo Mantovano, nella provincia di Mantova in Lombardia.
Ha costituito un comune autonomo fino al 31 dicembre 2017, quando è confluito nel nuovo comune a seguito della fusione con Revere e Villa Poma.

## Geografia fisica
Pieve di Coriano si trova nella Pianura Padana e sorge sulla destra del fiume Po. La sua estensione territoriale è di 13 km² e la sua altitudine è 16 metri sopra il livello del mare. 

## Storia

### Pieve e la Riviera del Po
Pieve sorge sul fiume Po e nei secoli scorsi fu un piccolo centro tipicamente rivierasco annesso all'Isola di Revere. La vicinanza del Grande Fiume, infatti, favorì l’insediarsi di piccole comunità sulle sue sponde e fu un punto privilegiato di transito e di commercio. Il territorio di Pieve incrociava una direttrice fondamentale, la via Modena-Verona, che vedeva l’attraversamento del Po, proprio tra Revere e Ostiglia (Hostilia). I documenti attestano l’insediamento di Ostiglia già attorno al I sec a.C. Quest’area da oltre duemila anni congiunge il centro Italia e la zona dell’Emilia con la Valle dell’Adige.
Il territorio dell’Oltrepò mantovano fino al IX secolo, da un punto di vista amministrativo, appartenne alla regione emiliana ed era diviso tra Reggio Emilia e Modena.

### Medioevo
Durante il Medioevo Pieve compare nei documenti della Diocesi di Reggio Emilia, in quanto le chiese dell’Oltrepò mantovano fino alla fine del quattrocento, non erano annesse alla diocesi di Mantova ma facevano parte della diocesi di Reggio Emilia.
La storia di Pieve è legata strettamente alla chiesa di Santa Maria Assunta, eretta attorno al 1100. Nella Pieve appunto, si svolgeva il rito del battesimo e per diversi secoli la chiesa fu la più importante della zona.  Da un punto di vista amministrativo, anche durante il Medioevo l’abitato di Pieve ed altri comuni limitrofi nei secoli scorsi appartenevano a Revere.

### Quattrocento e Cinquecento
Il territorio di Mantova in quest’epoca fu diviso in governatori, commissariati e podesterie. Dai documenti emersi negli archivi, Pieve era inquadrato come Podesteria e fu sede del podestà e del capitano che controllavano il territorio. 
In questi secoli, la Chiesa di Santa Maria Assunta era il centro e meta di pellegrinaggi e attorno questa si svolgeva la vita del paese.
In epoca quattrocentesca all’interno della chiesa vennero realizzati diversi affreschi, conservati ancora oggi, che raffiguravano Santi ed episodi del Vangelo. Nel 1538 ad opera del canonico Sicheo Degli Uberti, la Pieve venne ristrutturata e questo modificò buona parte dello stile romanico originale.
Per l’importanza e la bellezza nel 1575 venne nominata “la maggiore, la più bella e la più ampia”. 
L’aspetto che la chiesa subì in età Moderna rimase fino ai primi anni del Novecento in cui si decise di riportare la chiesa al suo stile romanico originale.

### Seicento, Settecento, Epoca Teresiana e Napoleonica
Nel 1627 il territorio mantovano, tra cui Pieve, attraversò periodi di guerre di successione rivendicate da Carlo Gonzaga di Nevers e di epidemie tra cui la peste. Questo spiega la scelta di San Rocco come patrono, protettore dalla peste e dalle epidemie.
Anche il Settecento fu caratterizzato da guerre di successione che vedeva contrapposta la Francia, la Spagna, il Piemonte e Gonzaga Nevers contro l’Austria, la Prussia, l’Olanda, l’Inghilterra e i Savoia.
Nel 1707 caddero i Gonzaga, si concluse così un'epoca di splendore per la città di Mantova e tutto il territorio a loro annesso. Questo quindi passo in mano agli Austriaci.
Dal 1740 al 1748 si avvio la guerra di successione austriaca e il mantovano passo a Maria Teresa d’Austria e sotto il suo dominio il territorio fu diviso in circoscrizioni e Pieve fu collocato nell’ottava circoscrizione.
Il dominio austriaco finì nel 1797 quando Napoleone Bonaparte diede inizio al dominazione francese nel Mantovano. Il territorio venne riorganizzato in nuovi dipartimenti e parte del basso mantovano passò al Dipartimento del Panaro. Nel 1802, dopo una serie di guerre, venne fondato il Dipartimento del Mincio. Questa organizzazione durò fino al 1814 quando Napoleone venne sconfitto e a Mantova terminò l’occupazione francese.
Successivamente con il Congresso di Vienna (1814-1815) l’Italia fu divisa in sette stati.  Il mantovano ritornò sotto la dominazione degli austriaci che riorganizzarono nuovamente il territorio. 
Il 16 febbraio 1816 Pieve divenne comune per volontà dei governatori tedeschi del Regno Lombardo Veneto.
Nel 1818 il territorio mantovano venne diviso in distretti e Pieve fu inserito nel XV.
Seguirono le Guerre di Indipendenza ma non riguardarono strettamente il basso mantovano e Pieve.

Nel 1866 Pieve fu liberata definitivamente dalla dominazione Austriaca e in quello stesso anno vi furono le elezioni amministrative nel mantovano, dove furono eletti i Consigli Comunali con a capo un Sindaco scelto dal Re.

Territorio dell'ex comune di Pieve di Coriano

Con decreto regio di Vittorio Emanuele II, nel 1867 Pieve cambia nome e diventa "Pieve di Coriano".

#### La fusione dei comuni di Pieve di Coriano, Revere e Villa Poma
A seguito della fusione dei comuni dal 1º gennaio 2018 è parte del Comune di Borgo Mantovano. L'unificazione mette fine ad una divisione da Revere voluta dai governanti tedeschi dell’allora Regno Lombardo-Veneto il 12 febbraio 1816.
Il 22 ottobre 2017, in concomitanza con il referendum regionale sull'autonomia, si svolse un referendum per la fusione tra i tre comuni mantovani (Revere, Pieve di Coriano e Villa Poma) a cui si espresse favorevolmente il 56,58% dei votanti. In occasione del referendum gli elettori scelsero anche la denominazione del nuovo comune, scegliendo fra le diverse proposte di Borgo Mantovano, Borgoltrepò oppure Riva Mantovana.

### Simboli
Lo stemma del comune di Pieve di Coriano, concesso con decreto del presidente della Repubblica dell'11 aprile 1986, si blasonava:
(D.P.R. 11 aprile 1986)

## Società

### Evoluzione demografica
Abitanti censiti

## Monumenti e luoghi d'interesse

### Architetture religiose
- Chiesa di Santa Maria Assunta

La chiesa di Pieve venne costruita attorno al 1100 e tradizionalmente, la costruzione, viene attribuita alla volontà di Matilde di Canossa. La basilica è in stile romanico lombardo ed è custode di magnifici affreschi. 

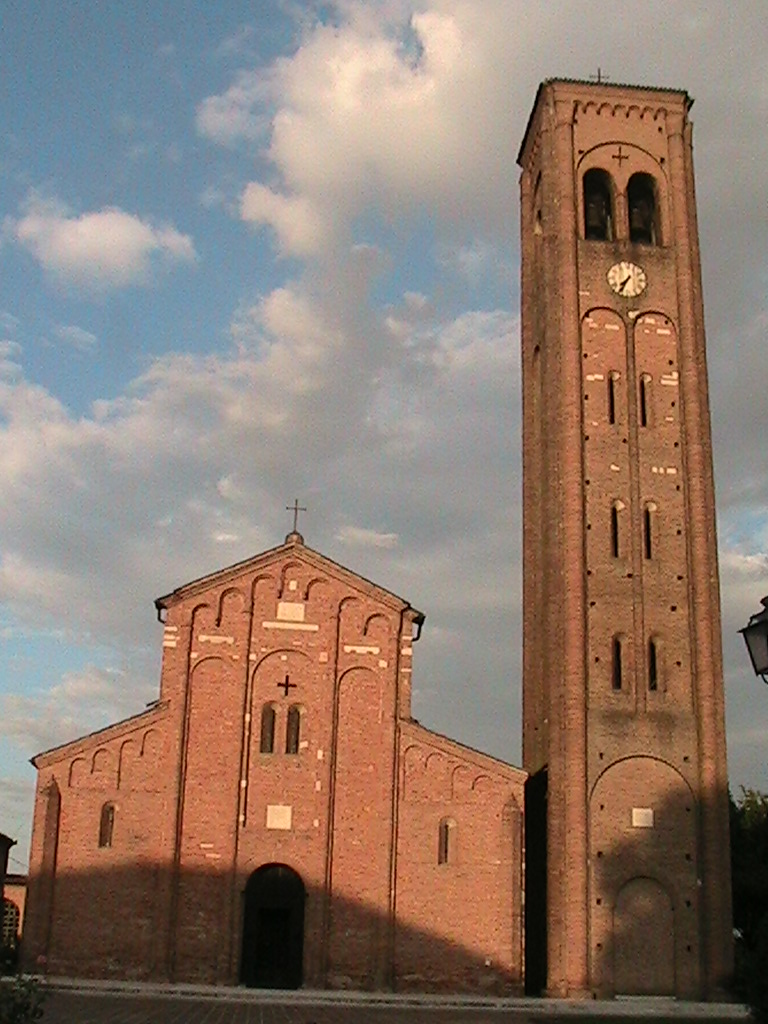
Pieve Matildica, 1082

- Chiesa di San Martino di Regnara: altra chiesetta presente sul territorio è San Martino di Regnara[30] risalente al 1700, situata nei pressi dell'argine del fiume Po.

### Architetture civili
- Piazza Antonio Gramsci: ove sono situati il municipio e la chiesa di Santa Maria Assunta

- Piazzetta Aldo Moro

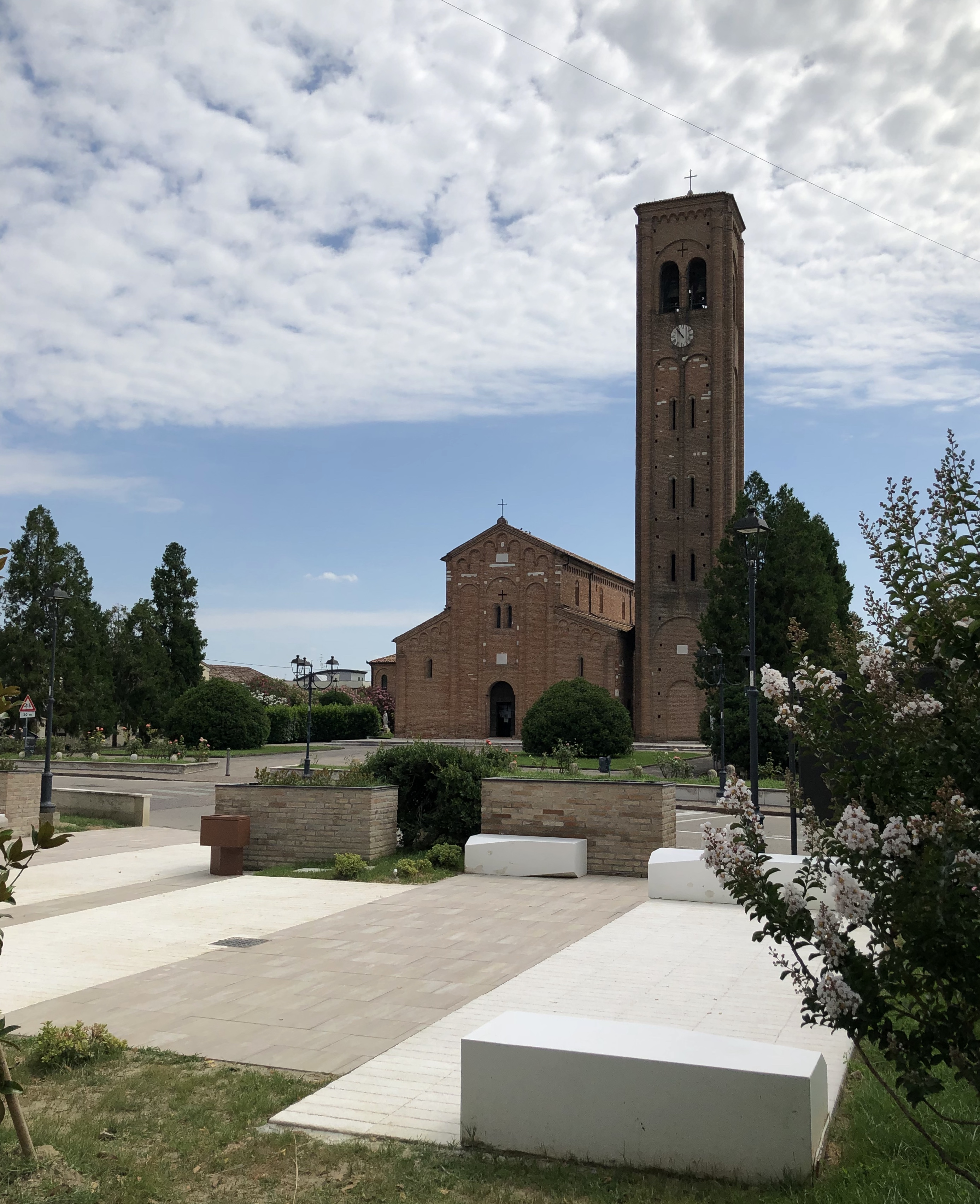
Piazza Gramsci a Pieve di Coriano

- Palazzo Pigozzi: villa rinascimentale risalente al 1771[31], oggi privata.

### L'attracco turistico sul fiume Po
In località Paleotta, seguendo l'argine maestro est si trova l'attracco fluviale di Pieve. L'opera è stata inaugurata nel 2005 ed è attrezzata con area camper, parcheggio e ampia area verde. La gestione è affidata all'associazione di volontariato pievese "Il Cormorano". Lo scopo è quello di valorizzare il turismo sul Fiume Po e conoscerne il paesaggio la natura.
L'attracco è anche meta di cicloturismo in quanto si trova sulla ciclabile Eurovelo 8.

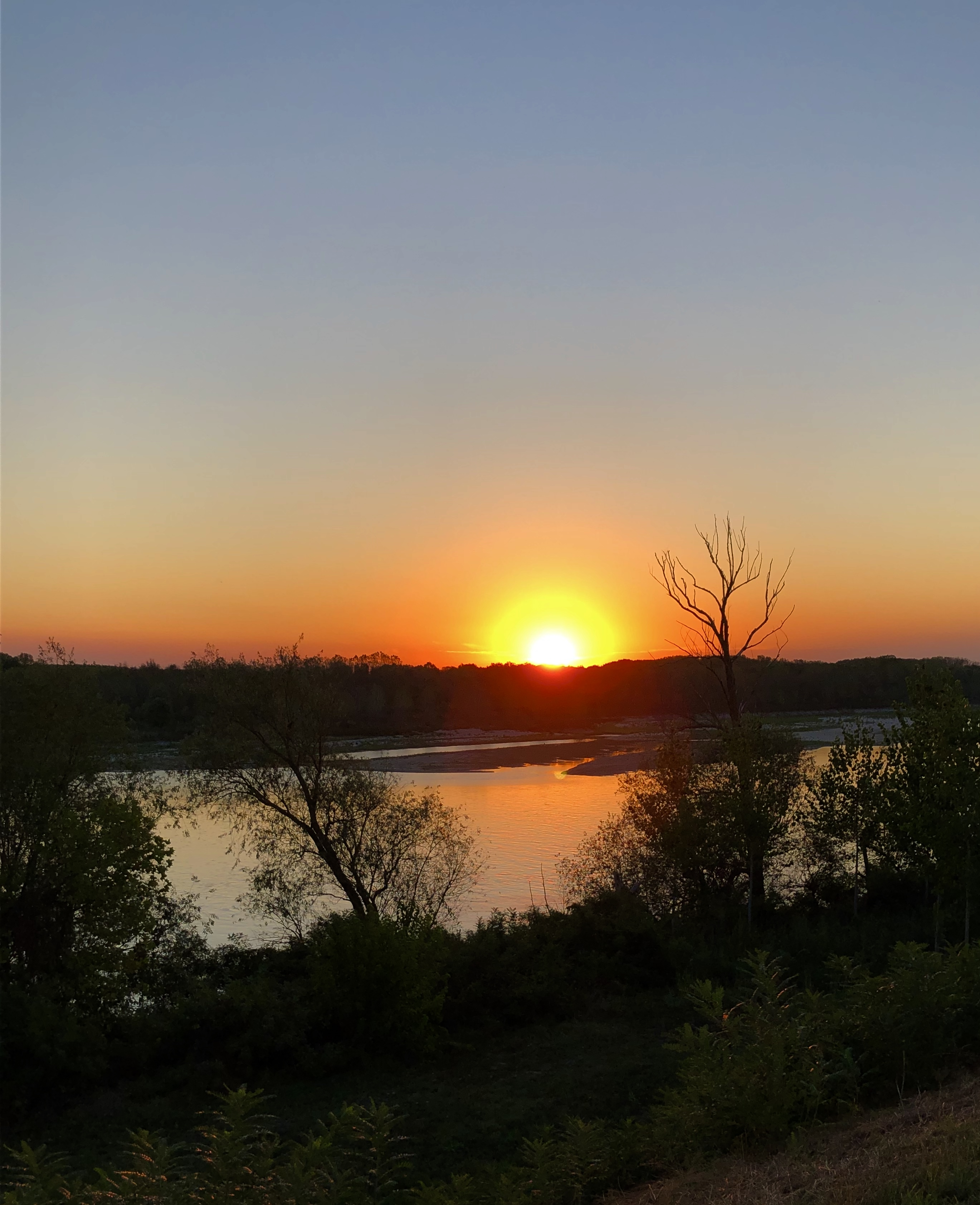
Tramonto sul Po a Pieve di Coriano

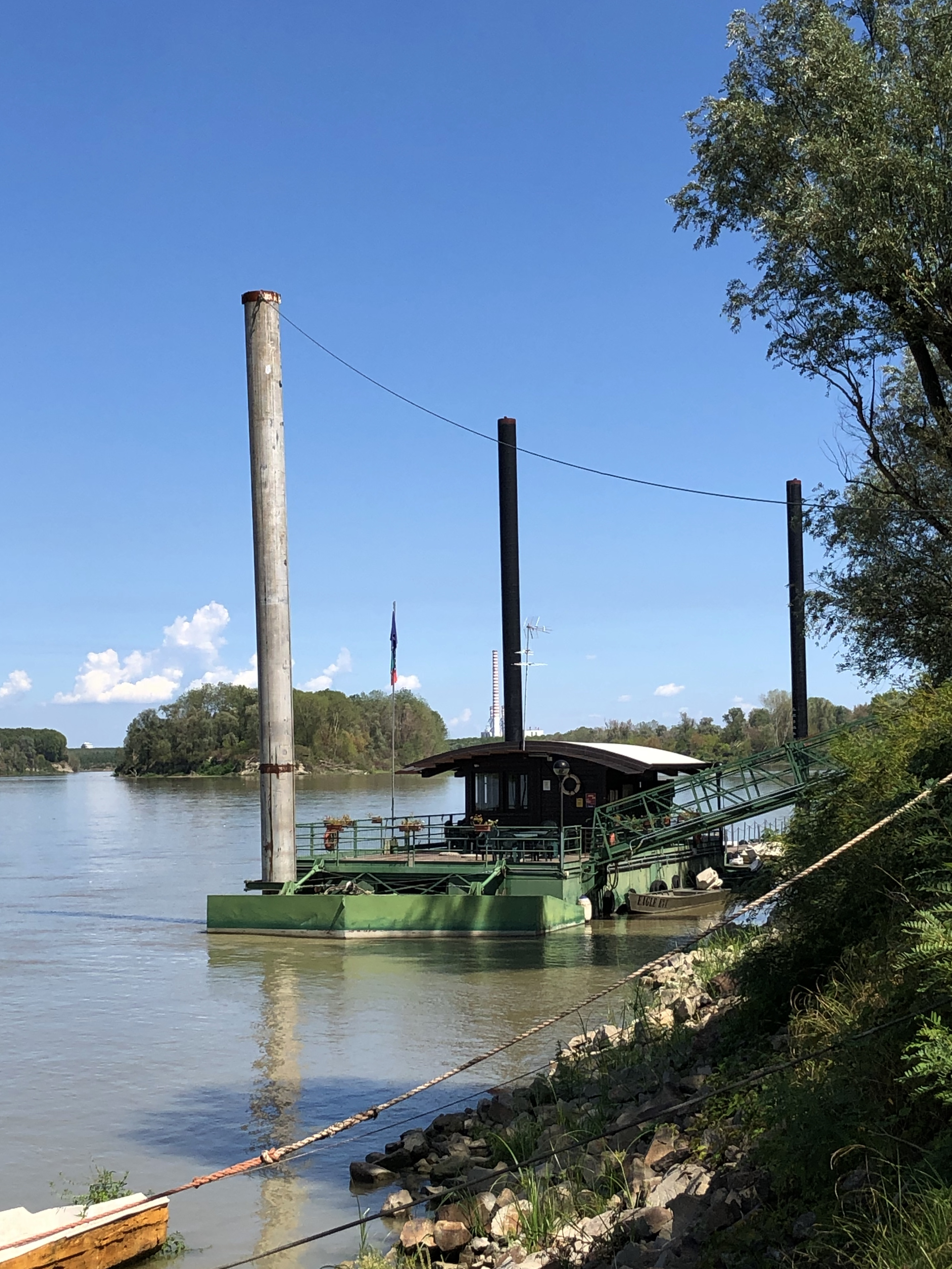
Attracco turistico di Pieve

### Aree naturali
- Parco Golenale lungo Po
- Zona di Protezione Speciale "Viadana, Portiolo, San Benedetto Po e Ostiglia"[35]

## Cultura

### Istruzione
Le scuole di Pieve: 
- Asilo nido C'era una volta, gestito dalla cooperativa sociale "Ai Confini" onlus[36].
- Scuola dell'Infanzia Madre Teresa di Calcutta[37]

- Scuola primaria Giovanni Pascoli[38],

### Biblioteca
La biblioteca intitolata a Giovanni Falcone e a Paolo Borsellino è stata inaugurata nel 2006 da Rita Borsellino e dall'amministrazione comunale. All'interno si trovano: una sezione per bambini, una sala computer e una sala studio. Questa è collegata con la rete delle biblioteche mantovane. Ai lettori è anche riservata una sezione online per ottenere il prestito di libri e controllare la propria situazione di lettore.

### Lingue e dialetti
Oltre alla lingua italiana, a Pieve è communente parlato il dialetto mantovano. Nel 2015 fu pubblicato il libro La me' Pèf, Ieri e oggi per domani di Oronte Marchi, una raccolta di ricordi e poesie scritte in dialetto mantovano legate al paese e alle persone di Pieve

## Sport

### Centro sportivo
Il centro sportivo "Oprando Formigoni" è composto da una palestra, due campi da calcio e un campo da basket. Nell'area davanti alla palestra si trova un campo da tennis e da calcetto.
L'ASD Pievese (Associazione Sportiva Pievese) nata nel 1972 coordina le attività sportive e gestisce i vari impianti del paese, oggi conta circa un centinaio di soci.

## Ospedale Civile Destra Secchia
Pieve ospita l'Ospedale civile Destra Secchia dell'Azienda Ospedaliera Carlo Poma" che copre il bacino d'utenza del basso mantovano. Fu inaugurato nel 1997 a seguito della soppressione degli ospedali dei comuni vicini.

## Infrastrutture e trasporti

### Strade
La località di Pieve è attraversata dalla strada statale SS12 dell'Abetone del Brennero al Km 235 e dalla Strada Provinciale SP 43 (Quistello-Pieve di Coriano).

### Mobilità urbana
L'abitato di Pieve è attraversato da alcune linee di bus gestite da APAM: la linea 31B (Quistello-Ostiglia) che transita per il centro. Linee 35 (Mantova-Poggio Rusco-Mirandola) e 60 (Ostiglia-Sermide-Felonica).

### Piste ciclabili
La ciclabile Eurovelo 8 corre sugli argini del Fiume Po e attraversa anche il territorio di Pieve dove è possibile fermarsi all'attracco turistico sul fiume Po o entrare in centro per visitare la pieve romanica Chiesa di Santa Maria Assunta.
Pieve di Coriano è inserito nel percorso ciclabile "I Gonzaga e i palazzi del potere nell'Oltrepò" (Itinerario numero 4) realizzato dal Consorzio Oltrepò Mantovano. Il percorso ha lo scopo di valorizzare il turismo culturale ed ecosostenibile nella zona. 

### Via Carolingia
Pieve è attraversato dalla Via Carolingia, un cammino che attraversa la provincia di Mantova da Castiglione delle Stiviere a Quatrelle (Sermide e Felonica) e prevede diverse tappe. Il tracciato segue l'argine del fiume Po e Pieve di Coriano fa parte della tappa 6 del cammino (Mirasole-Revere). Oltre a questa, è possibile fare il variante (variante Quingentole-Pieve) che parte dal comune di Quingentole e si ricollega al centro di Pieve per poi tornare sull'argine del fiume.